# Monarch (Hifi-Geräte)
Monarch war eine Hifi-Marke des Bremer Anbieters von Elektronikprodukten Inter-Mercador, seit 2000 umbenannt in Monacor International.
Monarch wurde in den 1960er Jahren gegründet. Die Mutterfirma Inter-Mercador war für die Konzeption und Vermarktung der Monarch-Geräte in Kooperation mit japanischen Hifi-Herstellern verantwortlich. Unter der Marke Monarch und teilweise Monacor wurden Hifi-Geräte, wie Tuner, Verstärker und Receiver in Japan hergestellt.